# Triesenberg
Triesenberg est une commune du Liechtenstein. En 2017, elle est peuplée par 2 618 habitants.

## Dialecte
Elle se distingue des autres communes du pays par son dialecte propre, qui remonte au Moyen Âge et est dû aux immigrants Walser. La commune promeut activement ce dialecte, afin de le préserver et le faire connaître. 

## Géographie
|               | Planken     | Frastanz (Autriche) |
| Vaduz Triesen | Triesenberg | Nenzing (Autriche)  |
|               | Triesen     |                     |

La commune est constituée de deux enclaves centrées respectivement autour des bourgs de Triesenberg et Malbun.
Triesenberg contient de nombreux hameaux :
| Village    | Position                    |
| ---------- | --------------------------- |
| Malbun     | 47° 06′ 10″ N, 9° 36′ 30″ E |
| Rotenboden | 47° 07′ 39″ N, 9° 32′ 19″ E |
| Gaflei     | 47° 08′ 31″ N, 9° 32′ 40″ E |
| Samina     | 47° 07′ 38″ N, 9° 32′ 20″ E |
| Steg       | 47° 06′ 42″ N, 9° 34′ 36″ E |
| Masescha   | 47° 07′ 57″ N, 9° 32′ 35″ E |
| Silum      | 47° 06′ 59″ N, 9° 33′ 55″ E |

## Politique et administration
La commune est administrée par un conseil municipal de dix membres, dont le maire, élus pour quatre ans par les citoyens.
| Période                                  | Période  | Identité       | Étiquette | Qualité |
| ---------------------------------------- | -------- | -------------- | --------- | ------- |
| 2003                                     | 2015     | Hubert Sele    | VU        |         |
| 2015                                     | En cours | Christoph Beck | VU        |         |
| Les données manquantes sont à compléter. |          |                |           |         |

## Histoire

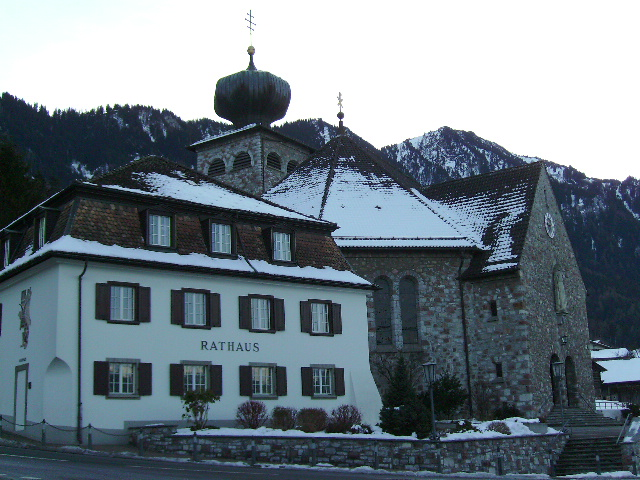
Hôtel de ville et Église Saint-Joseph.

Construit en 1767-68 pour servir de presbytère, l'hôtel de ville est classé monument historique depuis le 1er septembre 1951. Avant le financement du bâtiment par le prince Wenceslas de Liechtenstein, les habitants du village dépendaient des paroisses de Schaan et Triesen. Un nouveau presbytère fut inauguré en 1964-65, et l'édifice abrita la succursale d'une fabrique de prothèses dentaires (Ivoclar) de février 1966 à novembre 1967. L'administration communale s'y installa après de nouveaux travaux, en 1968.

## Divers
Le village est membre depuis 2019 de l'association Les plus beaux villages de Suisse.